# Paul Drew
Pour les articles homonymes, voir Drew.
Paul Drew, né le 19 octobre 1945, est un sociologue britannique. Ses travaux s'inscrivent dans la perspective de l'ethnométhodologie. Il est professeur de sociologie à l'Université d'York.
Spécialiste d'analyse conversationnelle, ses travaux portent sur l'application de cette méthode dans l'étude du langage, l'interaction et la communication. Il dirige actuellement le Centre for Advanced Studies in Language and Communication, une association d'études interdisciplinaires sur le langage et son usage. Il a travaillé notamment en collaboration avec John Heritage à la direction de collectifs ou à des présentations à l'étranger.

## Publications
- avec J. Maxwell Atkinson, Order in court : the organization of verbal interaction in judicial settings, London : Macmillan : SSRC, 1979.
- avec Anthony Wootton (éd.), Erving Goffman : exploring the interaction order, Cambridge : Polity, 1988.
- avec John Heritage (éd.), Talk at work : interaction in institutional settings, Cambridge [England] ; New York : Cambridge University Press, 1992.
- avec Geoffrey Raymond et Darin Weinberg, Talk and interaction in social research methods, London ; Thousand Oaks, Calif. : SAGE, 2006.
- avec John Heritage (éd.), Conversation analysis, London ; Thousand Oaks, Calif. : SAGE, 2006.